# Deslaminatge
|  | No s'ha de confondre amb Delaminació. |

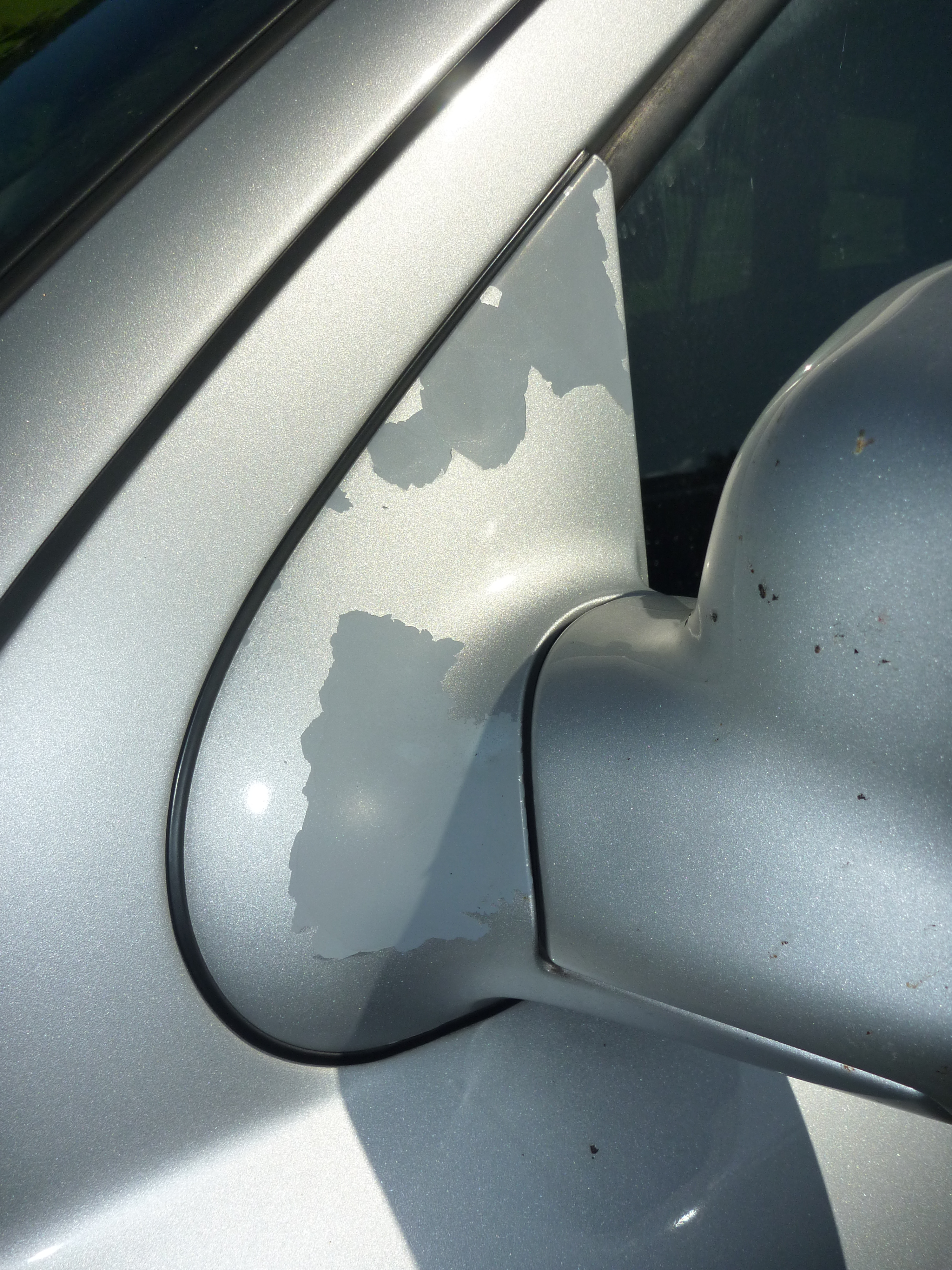
Deslaminatge de pintura de cotxe

El deslaminatge és el fenomen que es produeix quan un material se cisalla longitudinalment en tot el seu gruix.

## Física de materials
En física de materials, aquest fenomen afecta els films complexos i els materials compostos estratificats.
És un fenomen d'envelliment dels materials que cal prendre particularment en compte, per motius de seguretat, en els àmbits dels envasos alimentaris i de la construcció naval i aeronàutica quan s'utilitzen estructures complexes a base de resines i carboni. El procés de deslaminatge es pot accelerar involuntàriament per impactes contra el material o en cas de perforació, per exemple perforació en aeronàutica.
En els processos d'envasament i embalatge agroalimentari, també es coneix amb el nom de «pelada».
Es pot verificar l'absència de deslaminatge de certs productes o soldadures (en siderúrgia, per exemple) mitjançant controls no destructius que utilitzen ultrasons.
Els sistemes de control no destructiu mitjançant depressió externa tendeixen a forçar les soldadures i iniciar el deslaminatge dels films.